# Sandaime Hokage
De Derde Hokage (Sandaime Hokage) is een personage in de manga- en animeserie Naruto.

## Persoonlijkheid
De Derde Hokage is een rustige, oude man die vredig naar het leven kijkt en nooit agressief is. Hij houdt heel erg van kinderen en van zijn leerlingen. Ook toen hij nog jong was, was de Derde altijd humoristisch en rustigjes.

## Achtergrond
De Derde's naam is Hiruzen Sarutobi. Zijn achternaam, Sarutobi, betekent vliegende aap. Hij is de vader van Sarutobi Asuma en de grootvader van Konohamaru (die niet de zoon van Asuma is.). Hij staat bekend als 'de professor' omdat hij alle technieken in Konoha scheen te kennen en te kunnen. Hij wordt vaak gerefereerd als de grootste ninja ooit. Hij is getraind door de Nidaime Hokage en zelf leidde hij een team met daarin Orochimaru, Tsunade en Jiraiya. Omdat die drie getraind zijn door deze legendarische ninja, zijn zij ook elite ninja. De Verborgen Regen Ninja Hanzo gaf hen dan ook na een gevecht de titel Legendarische Sannin (Densetsu no Sannin). De Derde hield vooral veel van Orochimaru en wilde hem graag ooit de titel van Kage overdragen, maar helaas moest hij inzien dat Orochimaru wel Kage wilde worden, maar alleen om de macht en niet om het beschermen van het volk. De Derde droeg de titel toen maar over aan Jiraiya's student Namikaze Minato, beter bekend als de Yondaime Hokage. De Vierde stierf nadat hij de Kyuubi, een soort monstervos, met een ultieme ninjutsu in een kind had verzegeld. Hierna nam de Derde de Kage-plek weer over.

## Capaciteiten
Van de duizenden jutsu's die de Derde zou kennen zijn er maar enkele bekend. Zijn creativiteit in alle mogelijke strijdgronden is erg hoog, zoals bij zijn gevecht op een pannendak met Orochimaru. Hij gebruikte Roof Tile Shuriken (Kane Shuriken) om van de dakpannen shurikens te maken. Dit was overigens een filler techniek die niet echt bestaat in de manga. Derde gebruikt wel Shuriken Schaduwkloon (Shuriken Kage Bunshin), waarbij hij shurikens gooit die zich opdelen in nieuwe shurikens. Hij kan ook de koning van de apen oproepen, Enma. Ook is hij een genie in taijutsu, maar zijn ultieme ninjutsu (dezelfde die Namikaze Minato gebruikte om de Kyuubi te verzegelen) is Zielverslinder Zegel (Dead Demon Consuming Seal, Shiki Fuujin no Jutsu). De Derde roept hierbij de God des Doods op en zuigt dan de zielen van zijn tegenstanders weg. Maar het gebruik van deze jutsu heeft een hoge prijs: de Derde stierf na het gebruiken van deze jutsu.

## Inhoud
De Derde wordt tijdens de finale van de Chuunin Examens ontvoerd door de Kazekage, die Orochimaru blijkt te zijn. Terwijl Orochimaru's troepen Konoha proberen te verwoesten, vechten de Derde en Orochimaru met elkaar in een beveiligde koepel die onbreekbaar is. De Derde haalt alles uit de kast, maar Orochimaru roept met zijn Edo Tensei Jutsu twee dode zielen op en plaatst ze in een nieuw lichaam om de Derde te kunnen bevechten..: De Tweede en de Eerste Hokage. De Derde wordt zowel psychisch als fysiek zwaar verwond door de twee Kages, maar weet hun zielen uiteindelijk te verzegelen via de God des Doods met de Shiki Fuujin. Hierbij verzegelt hij ook een deel van Orochimarus ziel waardoor zijn armen onbruikbaar werden. De Zielverslinder Zegel eiste een mensenleven als prijs en de Derde overleed. Kort daarna werd zijn voormalige leerlinge Tsunade de Vijfde Hokage.